# Sciapus carboneus
Sciapus carboneus är en tvåvingeart som beskrevs av Octave Parent 1932. Sciapus carboneus ingår i släktet Sciapus och familjen styltflugor. Inga underarter finns listade i Catalogue of Life.